# Lissagria laeviuscula
Lissagria laeviuscula är en skalbaggsart som först beskrevs av Leconte 1866.  Lissagria laeviuscula ingår i släktet Lissagria och familjen kortvingar. Inga underarter finns listade i Catalogue of Life.